# 福島県道314号東湯野寺屋敷線
福島県道314号東湯野寺屋敷線（ふくしまけんどう314ごう ひがしゆのてらやしきせん）は、福島県福島市にある一般県道である。

## 概要
- 起点…福島市飯坂町東湯野字河原田
- 終点…福島市下飯坂字北畑
- 総延長…1.609km[1]
  - 実延長…総延長に同じ
- 路線認定年月日…1959年8月31日[2]

## 道路施設
摺上橋
- 全長：160m
  - 主径間：25.9m
- 幅員：7m
- 形式：6径間PC桁橋[3]
- 竣工：1966年[4]

飯坂町東湯野字瀬々から下飯坂字向井河原に至り、一級水系阿武隈川水系摺上川を渡る。橋上は上下対向2車線で供用され歩道は設置されていない。かつては上流に架かる十綱橋の位置に1873年に掛けられた橋梁にこの名が用いられていた。

## 接続路線
- 国道399号（福島県道5号上名倉飯坂伊達線重用区間）（飯坂町東湯野字河原田 起点）
- 福島県道155号飯坂瀬ノ上線（下飯坂字北畑 終点）

## 沿線
- 明光寺

## その他
県道名称の寺屋敷とは終点の下飯坂の字名であるが、終点から南に離れた位置に存在している。